# Umberto Guidoni

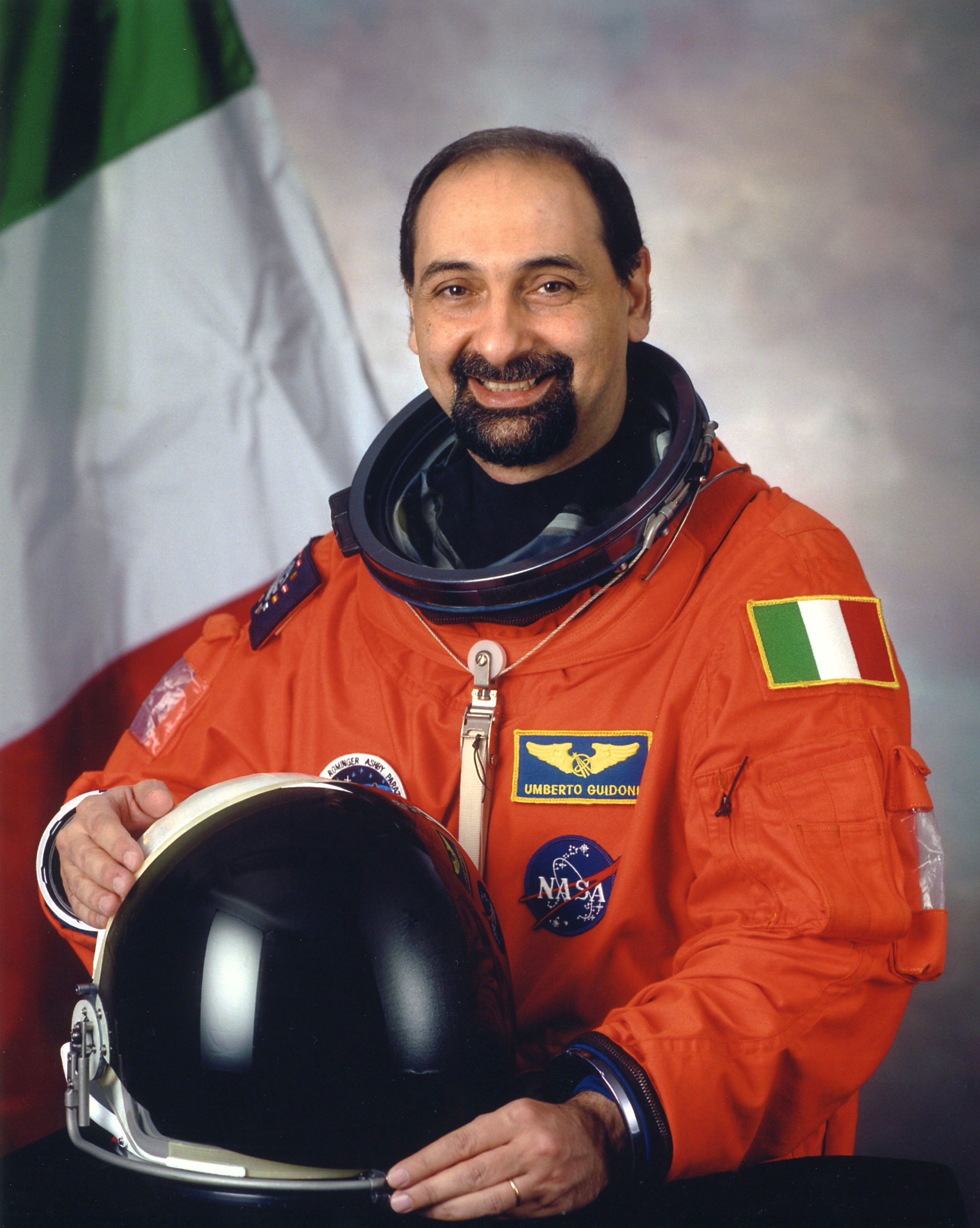
Umberto Guidoni

Umberto Guidoni (Róma, 1954. augusztus 18.–) olasz politikus, űrhajós. Az első ESA űrhajós a ISS fedélzetén.

## Életpálya
1978-ban a római La Sapienza Egyetemen fizikából szerzett oklevelet. Dolgozott az Olasz Űrügynökség (ASI), valamint az Európai Űrügynökség (ESA) programjain. Az egyik kutatási program a TSS–1-platform volt. 1984-ben ugyanitt asztrofizikából doktorált (Ph.D.). A Space Fizikai Intézet (IFSI-CNR) állandó kutatója.
1989. februártól az ESA és a NASA együttműködésében épülő Spacelab–1-küldetés specialistájának választotta. A Lyndon B. Johnson Űrközpontban részesült űrhajóskiképzésben. Tagja volt az STS–46 támogató (tanácsadó, problémamegoldó) csapatának. Két űrszolgálata alatt összesen 27 napot, 15 órát és 12 percet (663 óra) töltött a világűrben. Űrhajós pályafutását 2004 júniusában fejezte be. 2004–2009 között az Európai Parlament olasz tagja.

## Űrrepülések
- STS–75, a Columbia űrrepülőgép 19. repülésének rakományfelelős. A legénység pályairányba állította a Tethered Satellite System Reflight (TSS–1R) műholdat. Első űrszolgálata alatt összesen 15 napot, 17 órát és 41 percet (377 óra) töltött a világűrben. 10 460 000 kilométert (6 500 000 mérföldet) repült, 252 kerülte meg a Földet.
- STS–100, a Endeavour űrrepülőgép 16. repülésének küldetés specialistája. A kísérleti és kutatási feladatokon túl sikeresen telepítették a Nemzetközi Űrállomásra (ISS) a Canadarm2 (SSRMS) robotkart. Az első ESA űrhajós a ISS fedélzetén. Második űrszolgálata alatt összesen 11 napot, 21 órát és 31 percet (285 óra) töltött a világűrben. 7 900 000 kilométert (4 900 000 mérföldet) repült, 186 kerülte meg a Földet.

### Tartalék személyzet
STS–46, az Atlantis űrrepülőgép 12. repülésének küldetés specialistája.